# Matrici binomiali
Le matrici binomiali (o matrici di Tartaglia) sono matrici di ordine {\displaystyle m}, potenzialmente infinito, che seguono in tutto o in parte il triangolo di Tartaglia e quindi si basano sullo sviluppo della potenza del binomio. Ecco alcuni esempi con {\displaystyle m=4}:
{\displaystyle T={\begin{pmatrix}1&0&0&0\\1&1&0&0\\1&2&1&0\\1&3&3&1&\end{pmatrix}},\quad A={\begin{pmatrix}1&0&0&0\\1&2&0&0\\1&3&3&0\\1&4&6&4\end{pmatrix}},\quad T(h,d)={\begin{pmatrix}\color {red}1&0&0&0\\{\color {red}1}h&{\color {red}1}d&0&0\\{\color {red}1}h^{2}&{\color {red}2}hd&{\color {red}1}d^{2}&0\\{\color {red}1}h^{3}&{\color {red}3}h^{2}d&{\color {red}3}hd^{2}&{\color {red}1}d^{3}\\\end{pmatrix}}.}

## Matrici contenenti il triangolo
Dal punto di vista del calcolo combinatorio esistono 12 modi diversi per rappresentare il triangolo di Tartaglia completo con matrici triangolari. Consideremo la triangolare inferiore {\displaystyle T} e quella superiore le cui inverse sono ancora matrici binomiali ma a segni alternati. Moltiplicando nell'ordine la triangolare inferiore con la superiore si ottiene ancora il triangolo di Tartaglia ma su una matrice non triangolare. Per esempio per {\displaystyle m=6}:
{\displaystyle {\begin{pmatrix}1&0&0&0&0&0\\1&1&0&0&0&0\\1&2&1&0&0&0\\1&3&3&1&0&0\\1&4&6&4&1&0\\1&5&10&10&5&1\end{pmatrix}}{\begin{pmatrix}1&1&1&1&1&1\\0&1&2&3&4&5\\0&0&1&3&6&10\\0&0&0&1&4&10\\0&0&0&0&1&5\\0&0&0&0&0&1\\\end{pmatrix}}={\begin{pmatrix}1&1&1&1&1&1\\1&2&3&4&5&6\\1&3&6&10&15&21\\1&4&10&20&35&56\\1&5&15&35&70&126\\1&6&21&56&126&252\\\end{pmatrix}}.}

## GruppoT(h,d)
Le matrici {\displaystyle T(h,d)} di un dato ordine {\displaystyle m} costituiscono un gruppo non commutativo rispetto al prodotto righe per colonne. La conoscenza dello sviluppo della potenza del binomio dovrebbe rendere evidente la seguente identità:
{\displaystyle {\begin{pmatrix}1&0&0&0&0&0\\h&d&0&0&0&0\\h^{2}&2hd&d^{2}&0&0&0\\h^{3}&3h^{2}d&3hd^{2}&d^{3}&0&0\\h^{4}&4h^{3}d&6h^{2}d^{2}&4hd^{3}&d^{4}&0\\h^{5}&5h^{4}d&10h^{3}d^{2}&10h^{2}d^{3}&5hd^{4}&d^{5}\\\end{pmatrix}}}{{\begin{pmatrix}1\\j\\j^{2}\\j^{3}\\j^{4}\\j^{5}\\\end{pmatrix}}={\begin{pmatrix}1\\h+dj\\(h+dj)^{2}\\(h+dj)^{3}\\(h+dj)^{4}\\(h+dj)^{5}\\\end{pmatrix}}.}
Infatti, per esempio, moltiplicando la seconda riga per la colonna si ha {\displaystyle h^{2}+2hdj+p^{2}j^{2}=(h+dj)^{2}.}
Utilizzando il vettore di Vandermonde, questa identità, in generale si esprime come {\displaystyle T(h,d){\vec {V}}(j)={\vec {V}}(h+dj).}
Quindi la matrice {\displaystyle T(h,d)} induce una trasformazione lineare sul vettore di Vandermonde.
Risulta
{\displaystyle T(a,b)T(c,d)=T(a+bc,bd),}
infatti per l'associatività del prodotto tra matrici abbiamo
{\displaystyle T(a,b)T(c,d){\vec {V}}(x)=T(a,b){\vec {V}}(c+dx)={\vec {V}}(a+b(c+dx))={\vec {V}}(a+bc+bdx)=T(a+bc,bd){\vec {V}}(x).}
Si ha che {\displaystyle T(0,1)=U} è l'elemento neutro e quindi l'inverso di {\displaystyle T(a,b)} è {\displaystyle T(-{\frac {a}{b}},{\frac {1}{b}}).}
Data la regola del prodotto appena mostrata sussiste la seguente identità:
{\displaystyle T(h,p)=T(h,1)T(0,p).}

### Sottogruppo additivoT(h,1)
Essendo {\displaystyle T=T(1,1),} si pone {\displaystyle T(h,1)=T^{h}} per evidenziare il gruppo additivo delle potenze di {\displaystyle T.} Infatti per le leggi di composizione del gruppo di appartenenza risulta:
{\displaystyle T^{0}=I} (matrice identità),
{\displaystyle T^{a}T^{b}=T^{a+b}.}
In questo modo è possibile calcolare le potenze intere di {\displaystyle T} senza eseguire la moltiplicazione righe per colonne. Si può anche elevare a potenza razionale, reale o complessa.
Per esempio per {\displaystyle m=4} abbiamo:
{\displaystyle T^{\pi }={\begin{pmatrix}1&0&0&0\\\pi &1&0&0\\\pi ^{2}&2\pi &1&0\\\pi ^{3}&3\pi ^{2}&3\pi &1\end{pmatrix}},}
cioè il triangolo di Tartaglia elevato a {\displaystyle \pi .}

### Sottogruppo moltiplicativoT(0,d)
Sono matrici diagonali. Gli elementi non nulli sono sulla diagonale principale e corrispondono a vettori di Vandermonde. Escludendo {\displaystyle d=0} formano un gruppo moltiplicativo.
Ponendo {\displaystyle W_{d}=T(0,d)} si ha {\displaystyle W_{1}=I} e {\displaystyle W_{d}W_{q}=W_{dq}.}
Abbiamo quindi {\displaystyle T(h,d)=T^{h}W_{d}.}
Per {\displaystyle m=4} quindi
{\displaystyle {\begin{pmatrix}1&0&0&0\\h&d&0&0\\h^{2}&2hd&d^{2}&0\\h^{3}&3h^{2}d&3hd^{2}&d^{3}\\\end{pmatrix}}={\begin{pmatrix}1&0&0&0\\h&1&0&0\\h^{2}&2h&1&0\\h^{3}&3h^{2}&3h&1\\\end{pmatrix}}{\begin{pmatrix}1&0&0&0\\0&d&0&0\\0&0&d^{2}&0\\0&0&0&d^{3}\\\end{pmatrix}}.}
Risulta anche: {\displaystyle T^{h}=W_{h}TW_{h}^{-1},} e in particolare {\displaystyle T^{-1}=JTJ,} con {\displaystyle J=W_{-1}=W_{-1}^{-1},} che ci dice che {\displaystyle T} è simile alla sua inversa ma a segni alternati.

## MatriceAper somme di potenze
Nel 1982 A.W.F. Edwards pubblica un articolo in cui mostra che un'identità scoperta da Blaise Pascal nel 1651 per trovare ricorsivamente i vari polinomi per le somme di potenze di interi successivi  può essere espressa mediante matrici triangolari contenenti il triangolo di Tartaglia privato dell'ultimo elemento di ogni riga:
{\displaystyle {\begin{pmatrix}n\\n^{2}\\n^{3}\\n^{4}\\n^{5}\\\end{pmatrix}}={\begin{pmatrix}1&0&0&0&0\\1&2&0&0&0\\1&3&3&0&0\\1&4&6&4&0\\1&5&10&10&5\end{pmatrix}}{\begin{pmatrix}n\\\sum _{k=0}^{n-1}k^{1}\\\sum _{k=0}^{n-1}k^{2}\\\sum _{k=0}^{n-1}k^{3}\\\sum _{k=0}^{n-1}k^{4}\\\end{pmatrix}}.}
L'esempio è limitato dalla scelta di una matrice del quinto ordine ma è facilmente estendibile a ordini superiori. La matrice qui emersa che indichiamo con {\displaystyle A,} attraverso la sua inversa, individua i coefficienti dei polinomi calcolanti somme di {\displaystyle n} termini di potenze di interi successivi inizianti da 0. Per le somme inizianti da 1 invece si trova la matrice {\displaystyle {\overline {A}}} simile alla {\displaystyle A} ma a segni alternati. Queste due matrici sono legate dalle seguenti relazioni: {\displaystyle {\overline {A}}=JAJ,} con {\displaystyle J=W_{-1},} e {\displaystyle {\overline {A}}=TA.}
Nel 1986 Edwards pubblica un altro articolo in cui per risolvere con le matrici i polinomi di Faulhaber in funzione della somma degli interi successivi, introduce altre matrici che attingono i loro elementi da parte del triangolo di Tartaglia. Altri autori dopo Edwards si occupano di vari aspetti del problema della somma di potenze percorrono la via matriciale e studiano aspetti del problema introducendo nei loro articoli utili strumenti come il vettore di Vandermonde.
Infine, attraverso il prodotto {\displaystyle T(h,d)A^{-1}}, senza né analisi matematica né numeri o polinomi di Bernoulli, si è arrivati a risolvere e dimostrare in modo relativame semplice il problema di determinare i coefficienti dei polinomi calcolanti somme di potenze di progressioni aritmetiche. È possibile collegare questo risultato con quello tradizionale della formula di Johann Faulhaber dimostrando che il precedente prodotto di matrici corrisponde a
{\displaystyle [T(h,d)A^{-1}]_{r,c}={\begin{cases}{\frac {d^{r-1}}{r}}{\binom {r}{c}}B_{r-c}{\bigg (}{\frac {h}{d}}{\bigg )},&{\text{se }}c\leq r,\\0,&{\text{se }}c>r,\end{cases}}}
dove {\displaystyle r} e {\displaystyle c} indicano riga e colonna e dove compaiono i polinomi di Bernoulli calcolati in {\displaystyle {\frac {h}{d}}} che nel caso {\displaystyle h=0} corrisponde ai numeri di Bernoulli. Ciò, ad esempio, per matrici del quinto ordine corrisponde a:
{\displaystyle {\begin{pmatrix}1{\frac {1}{1}}B_{0}({\frac {h}{d}})&0&0&0&0\\2{\frac {d}{2}}B_{1}({\frac {h}{d}})&1{\frac {d}{2}}B_{0}({\frac {h}{d}})&0&0&0\\3{\frac {d^{2}}{3}}B_{2}({\frac {h}{d}})&3{\frac {d^{2}}{3}}B_{1}({\frac {h}{d}})&1{\frac {d^{2}}{3}}B_{0}({\frac {h}{d}})&0&0\\4{\frac {d^{3}}{4}}B_{3}({\frac {h}{d}})&6{\frac {d^{3}}{4}}B_{2}({\frac {h}{d}})&4{\frac {d^{3}}{4}}B_{1}({\frac {h}{d}})&1{\frac {d^{3}}{4}}B_{0}({\frac {h}{d}})&0\\5{\frac {d^{4}}{5}}B_{4}({\frac {h}{d}})&10{\frac {d^{4}}{5}}B_{3}({\frac {h}{d}})&10{\frac {d^{4}}{5}}B_{2}({\frac {h}{d}})&5{\frac {d^{4}}{5}}B_{1}({\frac {h}{d}})&1{\frac {d^{4}}{5}}B_{0}({\frac {h}{d}})\end{pmatrix}}.}
Notare che tra i fattori c'è il triangolo di Tartaglia privato non dell'ultimo ma del primo elemento di ogni riga.

### Relazioni tra la matriceAe i numeri di Stirling
Tra la matrice triangolare {\displaystyle A,} contenente il triangolo di Tartaglia privato dell'ultimo elemento di ogni riga, la matrice triangolare {\displaystyle S} contenente i numeri di Stirling di seconda specie la cui inversa dà quelli di prima specie a segni alternati e la matrice diagonale {\displaystyle N} dei numeri naturali, risulta la relazione {\displaystyle A=SNS^{-1}} e quindi conseguentemente {\displaystyle A^{-1}=SN^{-1}S^{-1}}
Esempio con matrici del quinto ordine:
{\displaystyle {\begin{pmatrix}1&0&0&0&0\\1&2&0&0&0\\1&3&3&0&0\\1&4&6&4&0\\1&5&10&10&5\end{pmatrix}}={\begin{pmatrix}1&0&0&0&0\\1&1&0&0&0\\1&3&1&0&0\\1&7&6&1&0\\1&15&25&10&1\end{pmatrix}}{\begin{pmatrix}1&0&0&0&0\\0&2&0&0&0\\0&0&3&0&0\\0&0&0&4&0\\0&0&0&0&5\end{pmatrix}}{\begin{pmatrix}1&0&0&0&0\\-1&1&0&0&0\\2&-3&1&0&0\\-6&11&-6&1&0\\24&-50&25&-10&1\end{pmatrix}}.}

## Matrici per numeri di Bernoulli
Queste matrici binomiali di ordine {\displaystyle m=10} sono matrici di Hessemberg e i loro determinanti permettono di calcolare i numeri di Bernoulli:
{\displaystyle H={\begin{pmatrix}1&2&0&0&0&0&0&0&0&0\\1&3&3&0&0&0&0&0&0&0\\1&4&6&4&0&0&0&0&0&0\\1&5&10&10&5&0&0&0&0&0\\1&6&15&20&15&6&0&0&0&0\\1&7&21&35&35&21&7&0&0&0\\1&8&28&56&70&56&28&8&0&0\\1&9&36&84&126&126&84&36&9&0\\1&10&45&120&210&252&210&120&45&10\\1&11&55&165&330&462&462&330&165&55\\\end{pmatrix}},\qquad L={\begin{pmatrix}1&2&0&0&0&0&0&0&0&0\\1&3&3&0&0&0&0&0&0&0\\{\frac {1}{4}}&1&{\frac {3}{2}}&1&0&0&0&0&0&0\\{\frac {1}{5}}&1&2&2&1&0&0&0&0&0\\{\frac {1}{6}}&1&{\frac {5}{2}}&{\frac {10}{3}}&{\frac {5}{2}}&1&0&0&0&0\\{\frac {1}{7}}&1&3&5&5&3&1&0&0&0\\{\frac {1}{8}}&1&{\frac {7}{2}}&7&{\frac {35}{4}}&7&{\frac {7}{2}}&1&0&0\\{\frac {1}{9}}&1&4&{\frac {28}{3}}&14&14&{\frac {28}{3}}&4&1&0\\{\frac {1}{10}}&1&{\frac {9}{2}}&12&21&{\frac {126}{5}}&21&12&{\frac {9}{2}}&1\\1&11&55&165&330&462&462&330&165&55\end{pmatrix}}.}
la matrice {\displaystyle H} ritaglia in modo incompleto il triangolo di Tartaglia, la matrice {\displaystyle L} modifica la precedente dividendo ogni riga per il suo secondo elemento ({\displaystyle r+1}) solo se non è soddisfatta la condizione del teorema di Clausen-Von Staudt cioè solo se non si verifichi contemporaneamente che {\displaystyle r+1} sia un numero primo e che {\displaystyle r} sia un divisore di {\displaystyle m}. In questo modo il determinante della matrice calcola il numeratore del numero di Bernoulli con indice pari all'ordine della matrice. Il denominatore invece si ottiene moltiplicando tra loro gli elementi della seconda colonna. Numeratore e denominatore sono così già ridotti ai minimi termini.
{\displaystyle [H]_{r,c}={\begin{cases}0,&{\text{se }}c>1+r,\\{\binom {1+r}{c-1}},&{\text{se }}c\leq 1+r,\end{cases}}\qquad [L]_{r,c}={\begin{cases}0,&{\text{se }}c>1+r,\\{\binom {r+1}{c-1}},&{\text{se }}r+1{\text{ è primo e }}r{\text{ divide }}m,\\{\binom {r+1}{c-1}}{\frac {1}{r+1}},&{\text{altrimenti,}}\end{cases}}}
con la riga {\displaystyle r} e la colonna {\displaystyle c} variabili da {\displaystyle 1} a {\displaystyle m}. In generale risulta:
{\displaystyle B_{m}={\frac {\begin{vmatrix}H\end{vmatrix}}{(m+1)!}},\qquad B_{m}={\begin{cases}\mathrm {num} (B_{m})={\begin{vmatrix}L\end{vmatrix}},\\\mathrm {den} (B_{m})=\prod _{k=1}^{m}[L]_{k,2}.\end{cases}}}
Nel caso mostrato con {\displaystyle m=10} si ha:
{\displaystyle B_{10}={\frac {\begin{vmatrix}H\end{vmatrix}}{11!}}={\frac {3024000}{39916800}}={\frac {5}{66}},\qquad B_{10}={\begin{cases}\mathrm {num} (B_{10})={\begin{vmatrix}L\end{vmatrix}}=5\\\mathrm {den} (B_{10})=\prod _{k=1}^{10}[L]_{k,2}=66\end{cases}}={\frac {5}{66}}.}